# Уфа-Арена
«Уфа-Арена» (рос. «Уфа-Арена») — спортивно-видовищний комплекс у м. Уфа, Росія. Домашня арена російського хокейного клубу «Салават Юлаєв» (Уфа). Найбільша спортивна споруда зі штучним льодом у Республіці Башкортостан.

## Історія
«Уфа-Арена» була збудована у 2007 році за проектом уфімських архітекторів. Універсальна спортивна арена розташована в центрі міста, на вулиці Леніна, 114. Раніше на цій території знаходився стадіон «Труд».
Місткість трибун «Уфа-Арени» — 7950 глядачів, що у двічі перевищує місткість Уфімського палацу спорту на вулиці Р. Зорге. Арена була збудована з врахуванням усіх технічних вимог сучасної спортивної інфраструктури.
Перших глядачів «Уфа-Арена» прийняла 27 серпня 2007 року, коли на льоду в матчі відкриття арени зустрілись молодіжні збірні Росії і Канади. Також на арені був успішно проведений чемпіонат світу з бородьби на поясах у жовтні 2007 року.
Нині «Уфа-Арена» — домашня арена для хокейного клубу «Салават Юлаєв». Свій перший офіційний матч на льоду арени команда провела 19 грудня 2007 року. На цьому ж льоду 11 квітня 2008 року «Салават Юлаєв» вперше у своїй історії став чемпіоном Росії.